# Mark Feeney

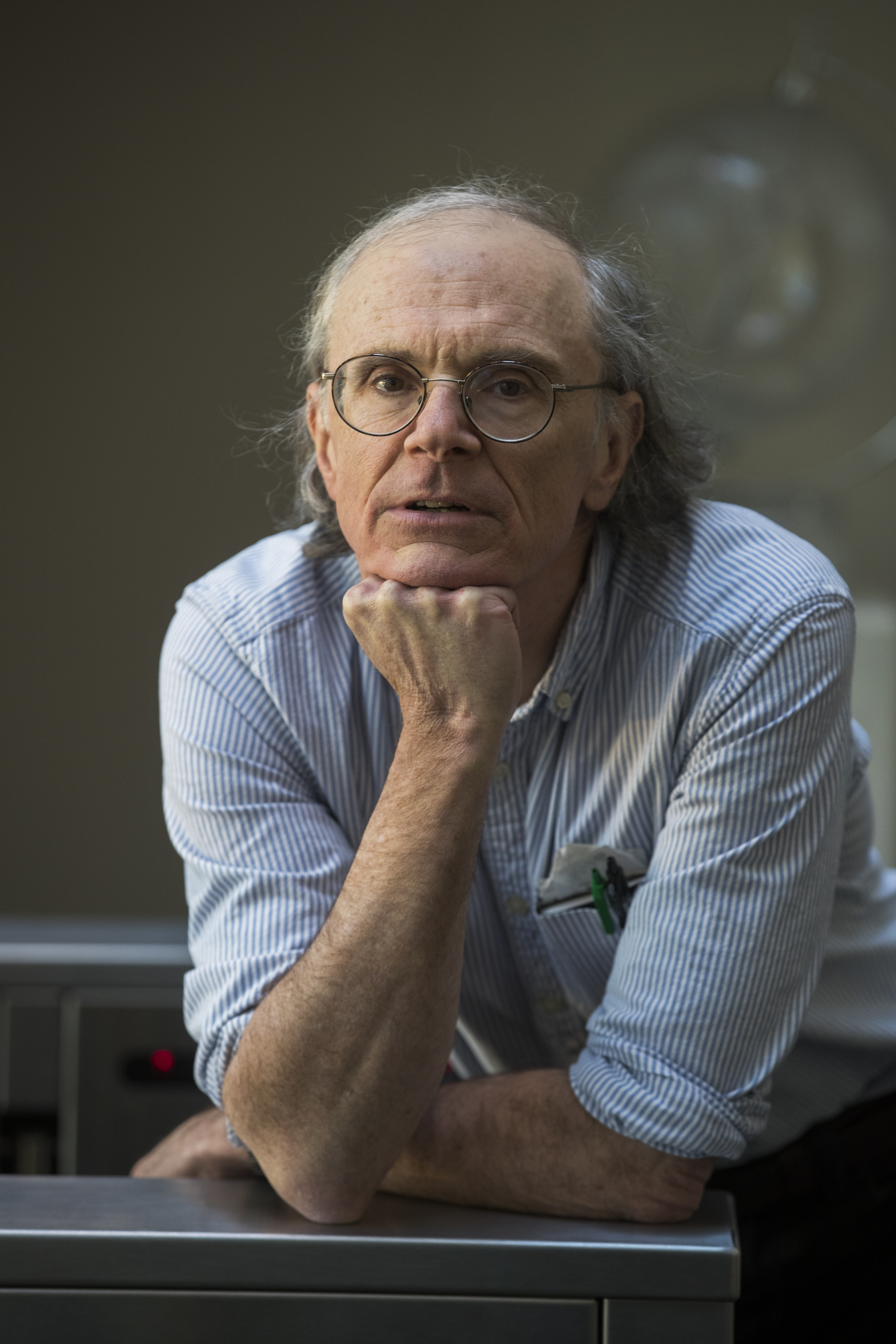
Mark Feeney, 2019

Mark Feeney (* 28. Juli 1957 in Winchester, Massachusetts) ist ein US-amerikanischer Journalist und Filmkritiker.

## Leben
Feeney wuchs in Reading (Massachusetts) auf. 1979 machte Feeney seinen Abschluss in Literatur und Geschichte am Harvard College. Seit 1979 arbeitet er für The Boston Globe. Dabei begann er als Forscher für die Bibliothek des Boston Globe. Ab 1980 war er als Redakteur in der Rubrik der Literaturkritik tätig. Anfang der 1990er war er Redakteur der Analyse- und Kommentarrubrik der Sonntagsausgabe der Boston Globe. Zwischen September 1993 und März 1994 arbeitete er für das The Boston Globe Magazine. Er ist momentan Redakteur im Feuilleton der Zeitung, dabei behandelt er die Themen Fotografie, Filme und Kunst. Er schrieb ein Buch mit dem Titel Nixon at the Movies: A Book about Belief, welches 2004 veröffentlicht wurde. Feeney lehrte an der Brandeis University, Princeton University und der Yale University. Im Jahr 2008 gewann Feeney für seine Kritiken den Pulitzer-Preis im Bereich Kritik.

## Veröffentlichungen
- Mark Feeney: Nixon at the Movies: A Book about Belief, University of Chicago Press Books 2004, ISBN 978-0-226-23968-2